# Lotus 24
La Lotus 24 è una vettura da Formula 1 progettata dal Team Lotus ed utilizzata nelle stagioni 1962–1964 di questo campionato. Nonostante nello stesso anno fosse stata realizzata anche la Lotus 25 con telaio monoscocca, Chapman ritenne utile progettare una vettura dotata di un più convenzionale, per l'epoca, telaio in tubi che potesse essere venduta ai team privati.
La 24, in ogni caso, era un progetto completamente differente rispetto alla precedente Lotus 21 ed aveva le sospensioni utilizzate sulla Lotus 25. Come motori potevano essere installati sia il Coventry Climax FWMV sia il BRM P56.